# Grendon Underwood
Grendon Underwood – wieś w Anglii, w hrabstwie Buckinghamshire, w dystrykcie (unitary authority) Buckinghamshire. Leży 75 km na północny zachód od centrum Londynu. W 2001 miejscowość liczyła 1541 mieszkańców.